# پادشاه چونگگانگ
پادشاه چونگگانگ (۸۸۶ میلادی تا ۸۸۷ میلادی) (هانگول : 정강왕) (هانجا : 定康王) پنجاهمین پادشاه شیلا بود.